# Aethelred (pan Mercji)
Aethelred (? – 911) – ealdorman, władca Mercji od 879 do 911. 
Aethelred objął władzę jako bezpośredni następca zmarłego około 879 roku Ceolwulfa II, ostatniego króla Mercji. Na początku swojego panowania, najpóźniej w 883 roku, uznał zwierzchnictwo króla Wessexu Alfreda Wielkiego, dla którego sojusz ten był tak istotny, że dał za żonę Aethelredowi swoją najstarszą córkę Ethelfledę. Ethelfleda jako posag wniosła miasto Londyn.
W trakcie swego panowania Aethelred wzmacniał fortyfikacje obronne osad w Mercji w celu zabezpieczenia się przed najazdami wikingów. Około 902 roku zapadł na niesprecyzowaną chorobę, która uniemożliwiła mu panowania w pełni nad krajem. Władzę sprawowała w jego imieniu jego żona. Zmarł w 911 roku a jego następczynią została Ethelfleda.